# Piter van Mušenbruk
Piter van Mušenbruk (Lajden, 14. mart 1692 – Lajden, 19. septembar 1761) bio je holandski naučnik. On je bio profesor in Duizburgu, Utrehtu i Lajdenu, gde je držao pozicije na katedrama matematike, filozofije, medicine, i astronomije. Njemu se pridaju zasluge za izum prvog kondenzatora 1746. godine: lajdenske boce. On je izveo pionirski rad na izvijanju kompresovanih podupirača. Mušenbruk je takođe bio jedan od prvih naučnika (1729) koji je dao detaljne opise testnih mašina za ispitivanje napetosti, kompresije i fleksibilnosti. Rani primer problema sa dinamičkom plastičnošću opisan je u radu iz 1739. godine (u obliku penetracije maslaca drvenim štapom podvrgnutim udarima drvene kugle).

## Detinjstvo, mladost i studije
Piter van Mušenbruk je rođen 14. marta 1692 u Lajdenu u Holandiji, Holandskoj Republici. Njegov otac je bio Johanes van Mušenbruk, a njegova majka je bila Margareta van Straten. Van Mušenbruk, originalno iz Flandersa, obitavao je u gradu Lajden od oko 1600. Njegov otac je bio proizvođač instrumenata, koji je pravio naučne instrumente poput vazdušnih pumpi, mikroskopa i teleskopa.
Van Mušenbruk je pohađao latinsku školu do 1708. godine, gde je učio grčki, latinski, francuski, engleski, staronemački, italijanski i španski. On je studirao medicinu na Univerzitetu Lajden i doktorirao je 1715. godine. Takođe je prisustvovao predavanjima Džona Teofila Desaguliersa i Isaka Njutna u Londonu. Završio je studije filozofije 1719. godine.
Mušenbruk je pripadao tradiciji holandskih mislilaca koji su popularizovali ontološki argument Božjeg dizajna. On je autor dela Oratio de sapientia divina (Molitva božanske mudrosti. 1744).

## Akademska karijera

### Duizburg
Godien 1719, on je postao profesor matematike i filozofijie na Univerzitetu u Duizburgu. Godine 1721, on je isto tako postao profesor medicine.

### Utreht
Godine 1723, on je napustio svoju poziciju u Duizburgu i postao profesor na Univerzitetu u Utrehtu. Godine 1726 on je postao i profesor astronomije. Mušenbrukova Elementa Physica (1726) je odigrala važnu ulogu u prenosu ideja Isaka Njutna u fizici u tadašnjoj Evropi. U novembru 1734 on je bio izabran u članstvo Kraljevskog društva.

### Lajden
Godine 1739, on se vratio u Lajden, gde je nasledio Jakobusa Vitihiusa kao profesor.
Već tokom studija na Univerzitetu u Lajdenu van Mušenbruk se počeo da se zanima za elektrostatiku. U to vreme, nestalna električna energija mogla je da se generiše frikcionim mašinama, ali nije bilo načina da se ona skladišti. Mušenbruk i njegov student Andreas Kunaus otkrili su da se energija može skladištiti, u radu u kojem je kao saradnik učestvovao i Žan Nikolas Sebastjen Alamand. Uređaj je bila staklena posuda napunjena vodom u koju je postavljen mesingani štap; a uskladištena energija mogla bi se osloboditi samo kompletiranjem spoljašnjeg kruga između mesinganog štapa i drugog provodnika, prvobitno ruke, smeštenih u kontaktu sa spoljnom stranom posude. Van Mušenbruk je ovo otkriće preneo Reneu Reomiru u januaru 1746. godine. Abe Nolet, prevodilac Mušenbrukovog pisma sa latinskog, nazvao je izum „lajdenska boca”.
Ubrzo nakon toga, ispostavilo se da je nemački naučnik Evald fon Klajst samostalno konstruisao sličan uređaj krajem 1745. godine, malo pre Mušenbruka.
Godine 1754, on je postao počasni profesor na Carskoj akademiji nauka u Sankt Peterburgu. On je takođe izabran za stranog člana Kraljevske akademije nauka Švedske 1747. godine.
Van Mušenbruk je preminuo 19. septembra 1761 u Lajdenu.

## Bibliografija
- Elementa Physica (1726)[10]
- Dissertationes physicae experimentalis et geometricae de magnete (1729)[10]
- Tentamina experimentorum naturalium in Accademia del Cimento (1731)[10]
- Institutiones physicae (1734)[10]
- Beginsels der Natuurkunde, Beschreeven ten dienste der Landgenooten, door Petrus van Musschenbroek, Waar by gevoegd is eene beschryving Der nieuwe en onlangs uitgevonden Luchtpompen, met haar gebruik tot veel proefnemingen (1736 / 1739)[23]
- Aeris praestantia in humoribus corporis humani (1739)[10]
- Oratio de sapientia divina[24] (1744)
- Institutiones logicae (1764)[10]
- De fluido (на језику: латински). Leiden: Gerrit Potvliet. 1743.
- Institutiones physicae conscriptae in usus academicos (in Latin). Lugduni Batavorum : Apud S. Luchtmans et filium, 1748.[25]
- Dissertatio physica experimentalis de magnete (на језику: латински). Wien: Johann Thomas von Trattner (1.). 1754.
- Physicae experimentales et geometricae dissertationes (на језику: латински). Wien: Johann Thomas von Trattner (1.). 1755.
- Elementa physicae conscripta in usus academicos (на језику: латински). Venezia: Giovanni Battista Remondini. 1761.
- Elementa physicae conscripta in usus academicos (на језику: латински). Napoli: Giovanni Francesco Paci. 1771.
- Elementa physicae conscripta in usus academicos (на језику: латински). Bassano: Remondini. 1781.
- Introductio ad philosophiam naturalem (на језику: латински). 1. Padova: Tipografia del Seminario. 1824.
- Introductio ad philosophiam naturalem (на језику: латински). 2. Padova: Tipografia del Seminario. 1824.